# Dépression subtropicale Vingt-deux (2005)
La dépression subtropicale Vingt-deux est un des événements de la saison cyclonique 2005 dans l'océan Atlantique nord.

## Évolution météorologique
Durant la première semaine d'octobre 2005, un creux dépressionnaire de haute altitude se développa au-dessus du centre nord de l'océan Atlantique. Le 5 octobre, une dépression de haute altitude s'y forma. Le 6 octobre, un creux dépressionnaire de surface apparut à l'est de la dépression. Ce dernier se déplaça vers le nord-ouest les 7 et 8 octobre.
Le 8 octobre 2005, une circulation cyclonique et des nuages convectifs se développèrent. À 6:00 UTC, le National Hurricane Center déclara le système dépression subtropicale, à 990 km au sud-est des Bermudes. L'association des dépressions de surface et de haute altitude donna à la dépression la structure d'un cyclone subtropical.
Le 9 octobre, la dépression de surface se déplaça vers l'ouest, vers une zone de fort cisaillement vertical des vents qui fragmenta les nuages convectifs. Le 10 octobre, le système devint un creux non-convectif à 280 km à l'ouest-sud-ouest des Bermudes. Le creux tourna vers le nord-ouest et se joignit à un front froid le 11 octobre à l'est de Cap Hatteras (Caroline du Nord). Le système s'intensifia, causant des vents forts sur la côte américaine jusqu'au 14 octobre.

## Préparation
Le 8 octobre 2005, à 15:00 UTC, un avis de tempête tropicale a été émis pour les Bermudes en prévision de la possibilité d'intensification du système perturbé. Cet avis a été annulé le 9 octobre à 3:00 UTC.

## Référence
- (en) Jack Beven, « Rapport final sur la dépression subtropicale Twenty-Two 2005 » [PDF], NHC, 16 janvier 2006 (consulté le 17 mars 2019).